# Orden Nacional del Mérito (Paraguay)
La Orden Nacional del Mérito es la distinción civil y militar más alta otorgada por la República del Paraguay a las personas que se hayan destacado de manera meritoria y que contribuyeron al país extraordinariamente. Fue instituida el 8 de abril de 1865 por el presidente Francisco Solano López.
La orden actualmente se rige por los reglamentos creados por el Honorable Congreso Nacional del 7 de septiembre de 1956, en la época de la dictadura de Alfredo Stroessner, dichos reglamentos establece que el presidente de la República es, en derecho, jefe de la orden y es condecorado con el grado más alto "Collar Mariscal Francisco Solano López" en condición de Gran Maestre y de forma vitalicia y solo puede perderse mediante un tribunal "pertinente".

## Historia
El origen de la orden data de 1853, cuando el entonces brigadier general Francisco Solano López era ministro plenipotenciario del Paraguay ante varias cortes europeas con el fin de ratificar los tratados convenidos un año antes con potencias como Cerdeña, Reino Unido o Francia, López en su estadía en este último realizó un curso en la Escuela Militar Especial de Saint-Cyr, pasar revista a la tropas del Estado Francés e incluso logró una muy buena relación con el emperador Napoleón III, tanto que éste confirió el grado de comandante de la Legión de Honor a Solano López.
Años después, siendo Francisco Solano López presidente de la República en 1865, la situación del país se encontraba en la antesala de la guerra de la Triple Alianza, el Congreso Extraordinario convocado en marzo de ese año aprobó todos los hechos belicosos contra el Imperio del Brasil (La captura del buque Marqués de Olinda) y se declaró la guerra a la Argentina, López consideró crear una orden nacional de condecoraciones con el fin de premiar la virtud, el valor y el genio de los ciudadanos, que por tales medios hayan hecho servicios importantes a la patria (inspirada en la Legión de Honor).
López presentó este proyecto al congreso y fue aprobado sin discrepancias, en la misma sesión se había conferido al presidente con el grado militar de Mariscal, el más alto en el ejército paraguayo.
El 8 de abril de 1865 se estableció la Orden Nacional del Mérito, siendo su fundador y el primer otorgado el presidente (y desde entonces) mariscal Francisco Solano López con el grado de Gran Cruz, en calidad de Gran Maestre, el modelo consistía una estrella de cinco puntas de blanco con orillas de oro con un glóbulo del mismo metal con sus extremidades, con rayos de oro entre las puntas, sosteniendo la palma y oliva entrelazadas en el vértice, y una corona de laurel en la punta superior de la estrella. Esta tiene por centro un círculo de oro, y en su alrededor los colores nacionales y sobre el blanco del anverso la inscripción de Praemium Meriti y en el reverso Honor et Gloria, el grado de Gran Cruz consistía en un collar y lo anteriormente mencionado.
El grado de Gran Cruz, solo era otorgado en su momento al presidente del República, al mariscal de los Ejércitos, al obispo de la Iglesia paraguaya y únicamente a los extranjeros que sean jefes de Estados soberanos, todos los demás grados eran concedidos a los nacionales y extranjeros que se hayan hecho acreedores, así mismo eran vitalicias.
El 14 de septiembre de 1867, el mariscal López decretó que las treinta y dos mujeres que ofrecieron sus alhajas y joyas a la hacienda nacional en la Asamblea de las Mujeres sean otorgadas con la «Banda de la Orden Nacional del Mérito» creado expresamente para estas mujeres de la alta alcurnia.
Como complementos de la Orden Nacional del Mérito, el gobierno paraguayo creó las medallas consagratorias de batallas importantes para condecorar a los militares nacionales. Se fueron creando en orden: medalla del Riachuelo (1865), Cruz de Corrales (1866), medalla de Tataiybá (1867), la medalla de Tuyutí (1867), Cruz de Acaiuasá (1868) y la medalla de Amambay (1870), esta última no llegó a ser acuñada debido a que fue otorgada solo dos días antes del último enfrentamiento, el de Cerro Corá.
El gobierno de Félix Paiva, según la ley del 23 de junio de 1939, restituyó la orden después de que quedara en desuso al finalizar la guerra de la Triple Alianza, el fin de este hecho fue el de premiar a los soldados meritorios por defender la patria en la guerra del Chaco.
Y el Congreso de Paraguay, promulgó la ley del 7 de septiembre de 1956, durante el gobierno dictatorial de Alfredo Stroessner para realzar la propaganda nacionalista, la nueva ley otorgó los estatutos que se rigen hasta la actualidad, se añadieron además dos nuevos grados, la de «Gran Cruz Extraordinaria» y la de «Collar Mariscal Francisco Solano López».

## Grados
La Orden Nacional del Mérito tiene siete grados, de mayor a menor:
1. Gran Maestro (Collar del Mariscal Francisco Solano López);
2. Gran Cruz Extraordinaria;
3. Gran Cruz;
4. Gran Oficial;
5. Comendador;
6. Oficial;
7. Caballero.

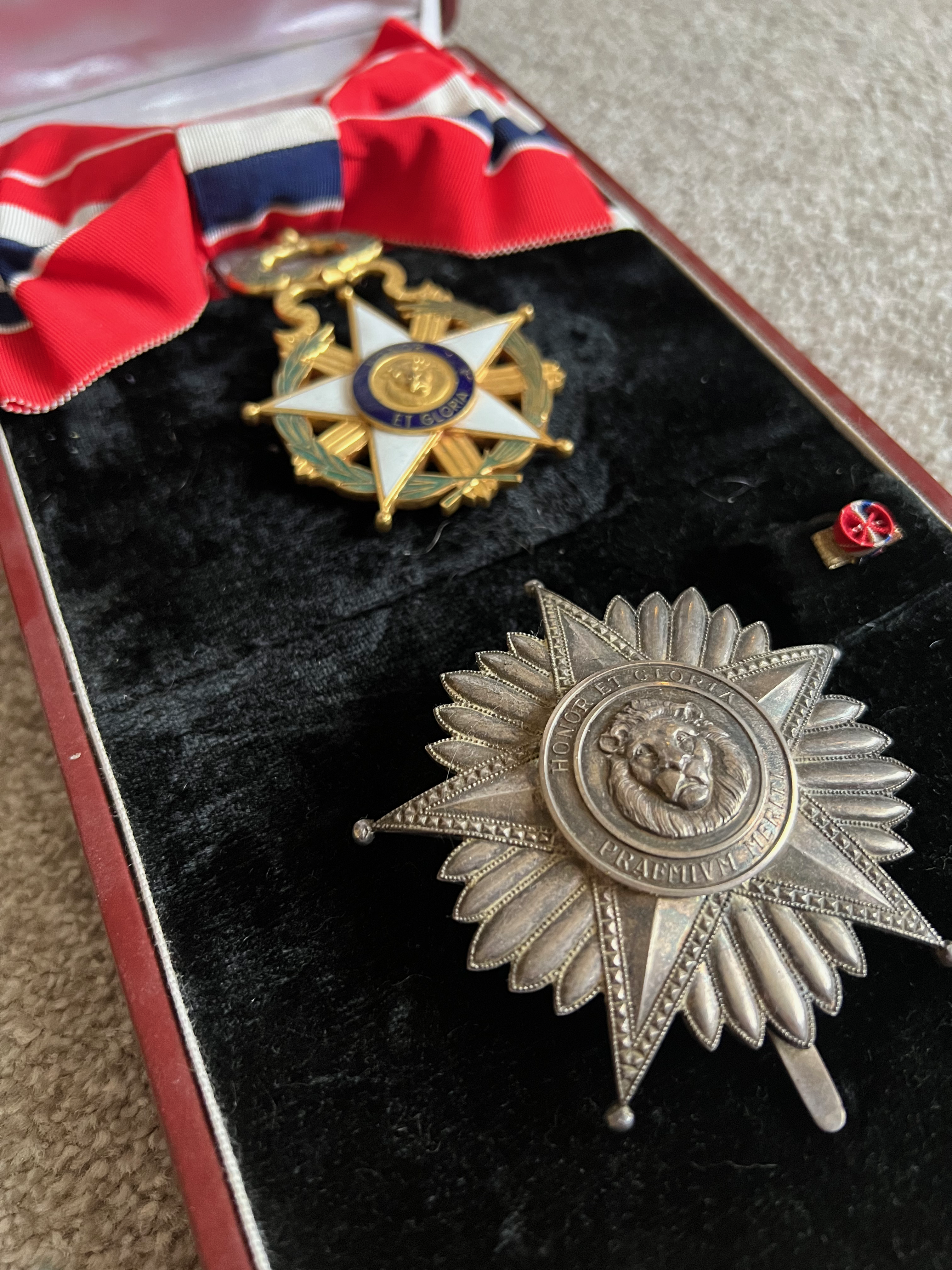
Gran Cruz
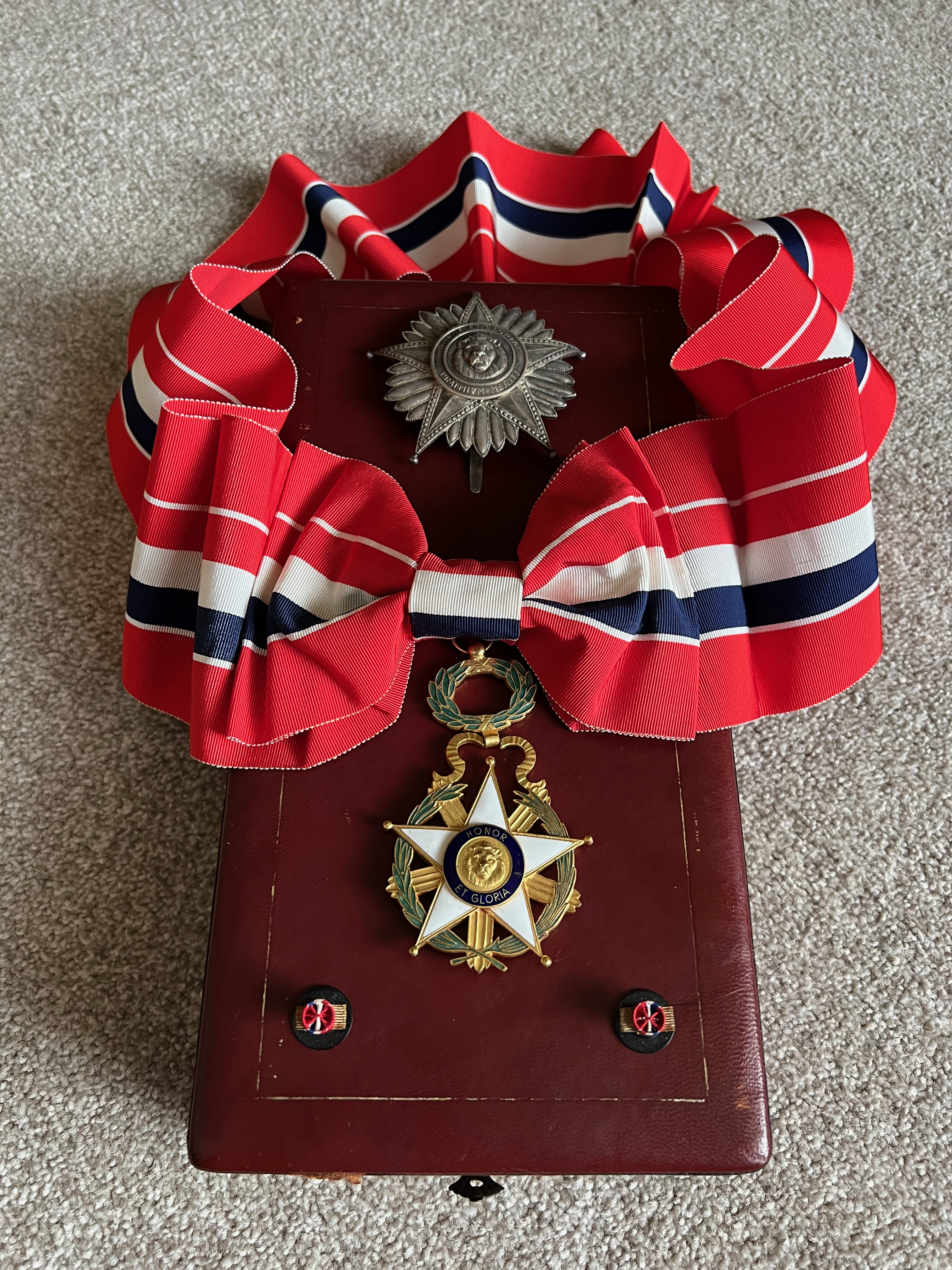
Conjunto de insignias de la Gran Cruz
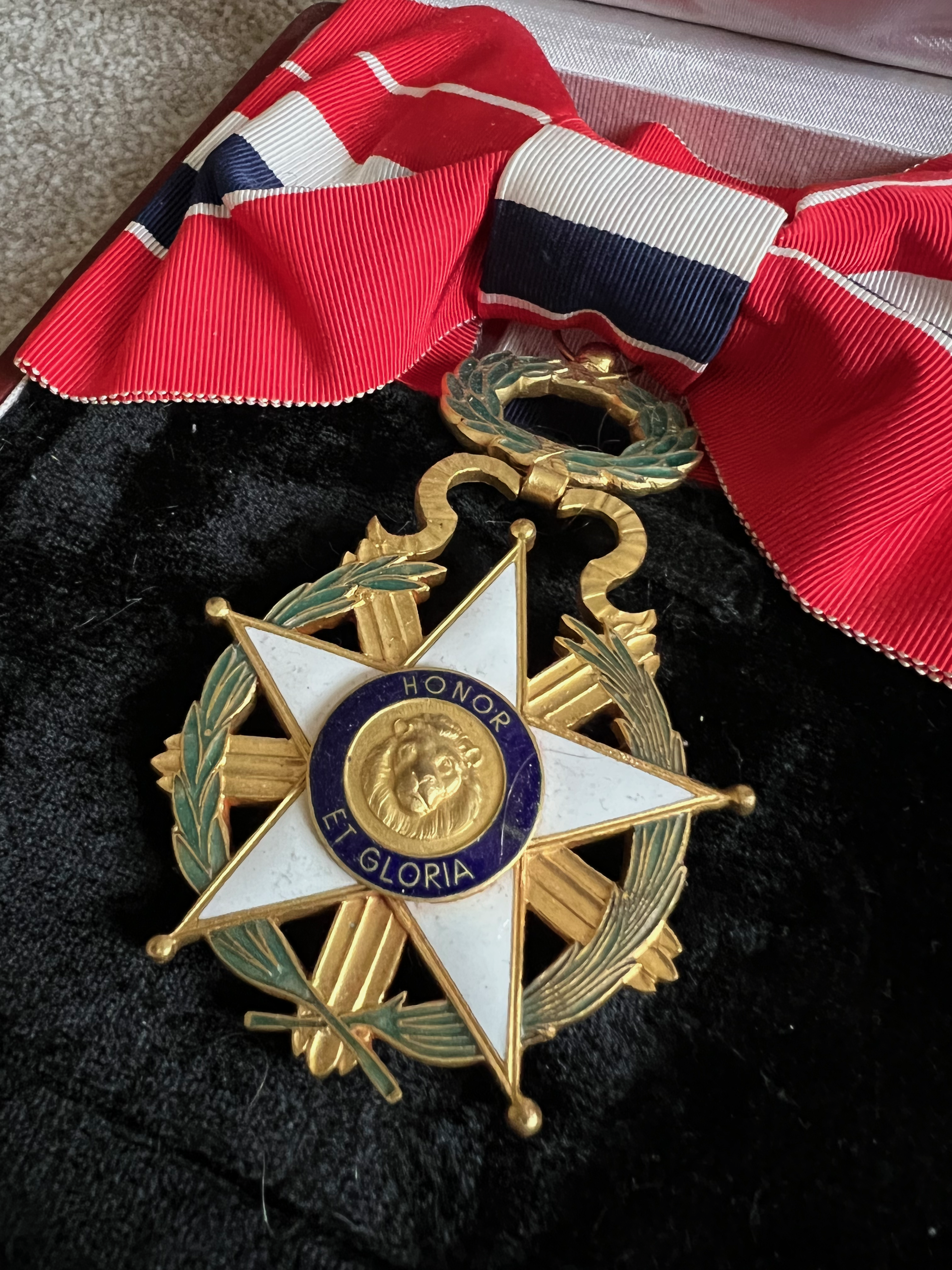
Insignia de la Gran Cruz (anverso)
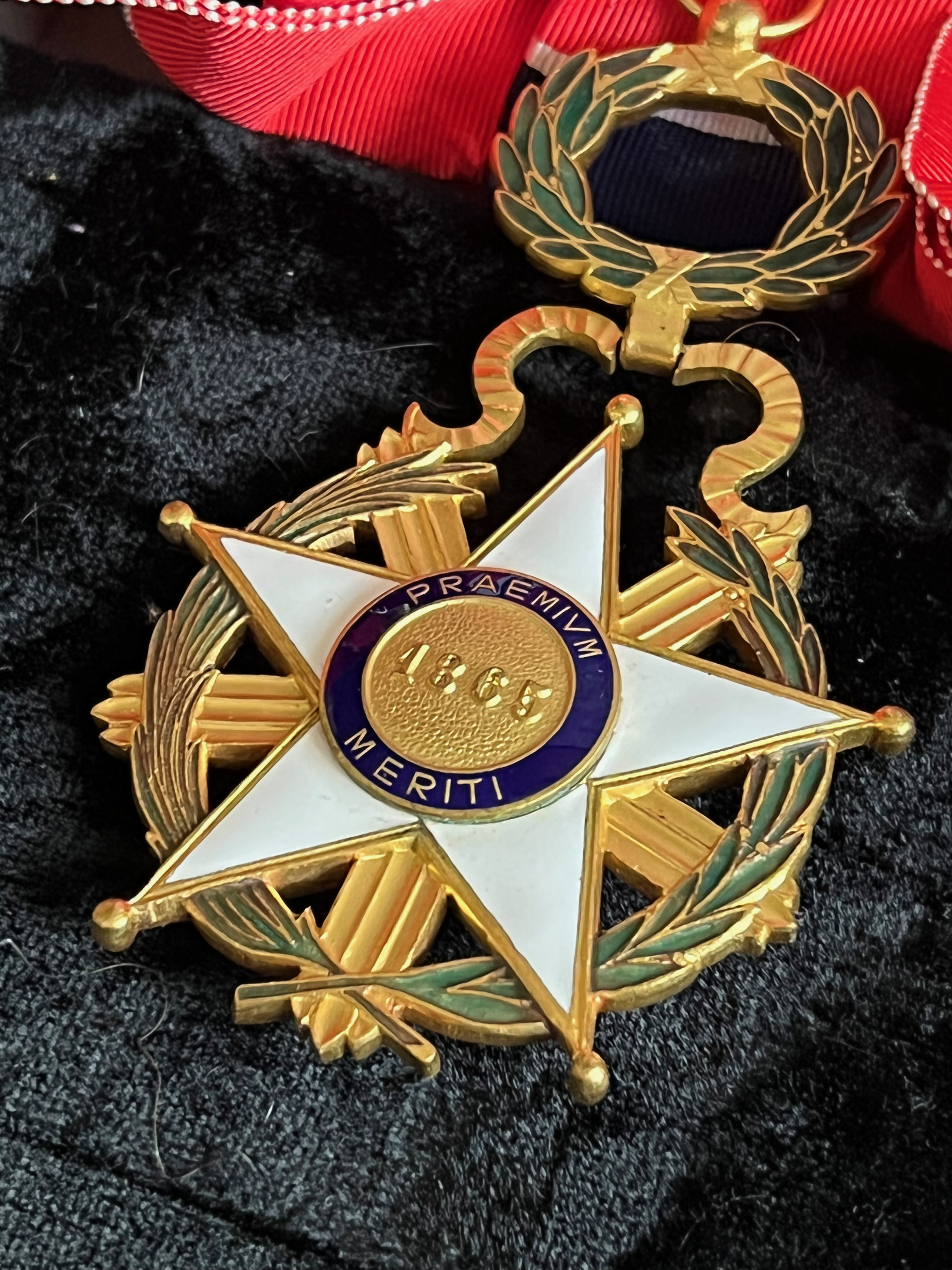
Insignia de Gran Cruz (reverso)
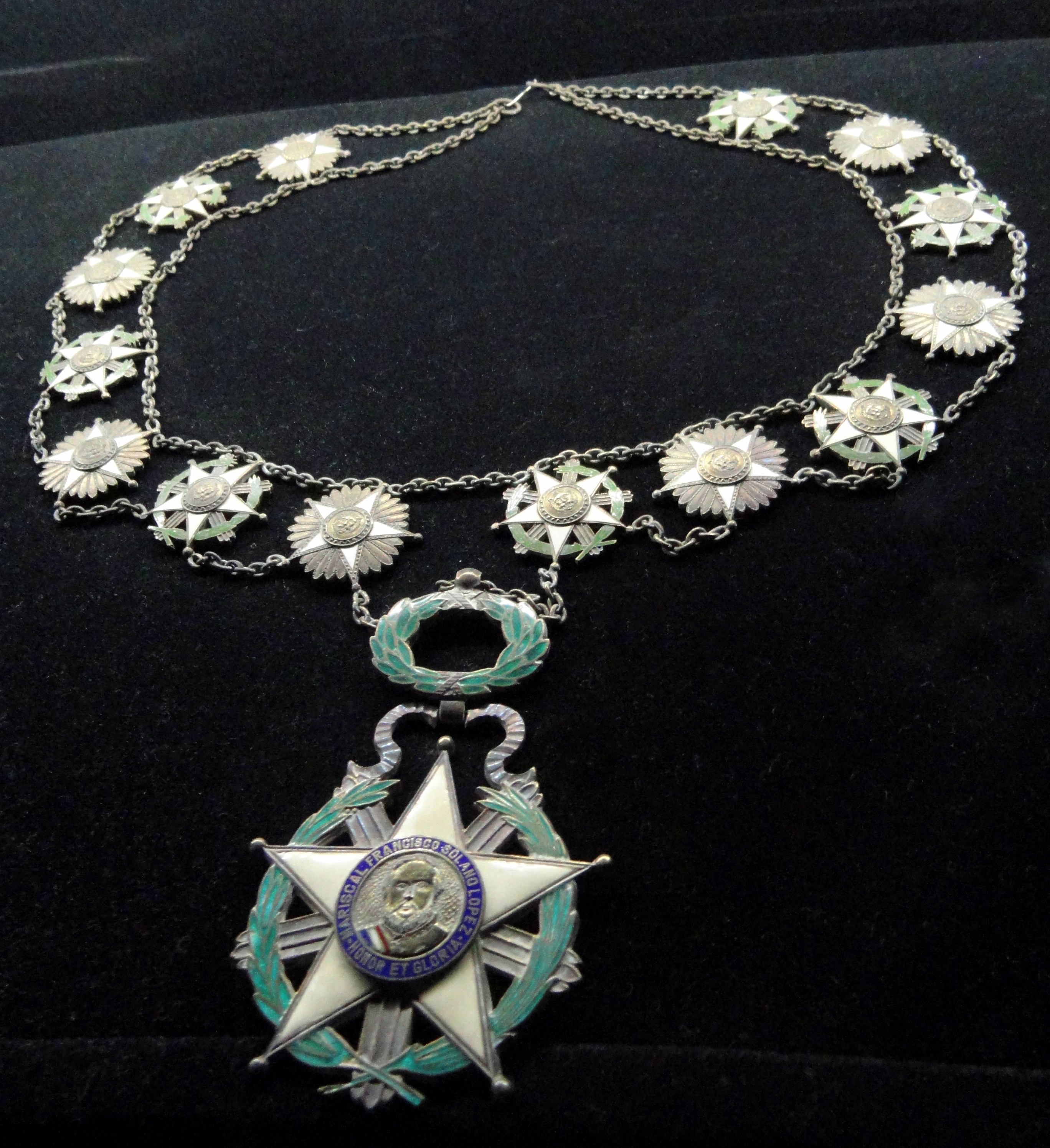
Collar Mariscal Francisco Solano López.

## Condecorados

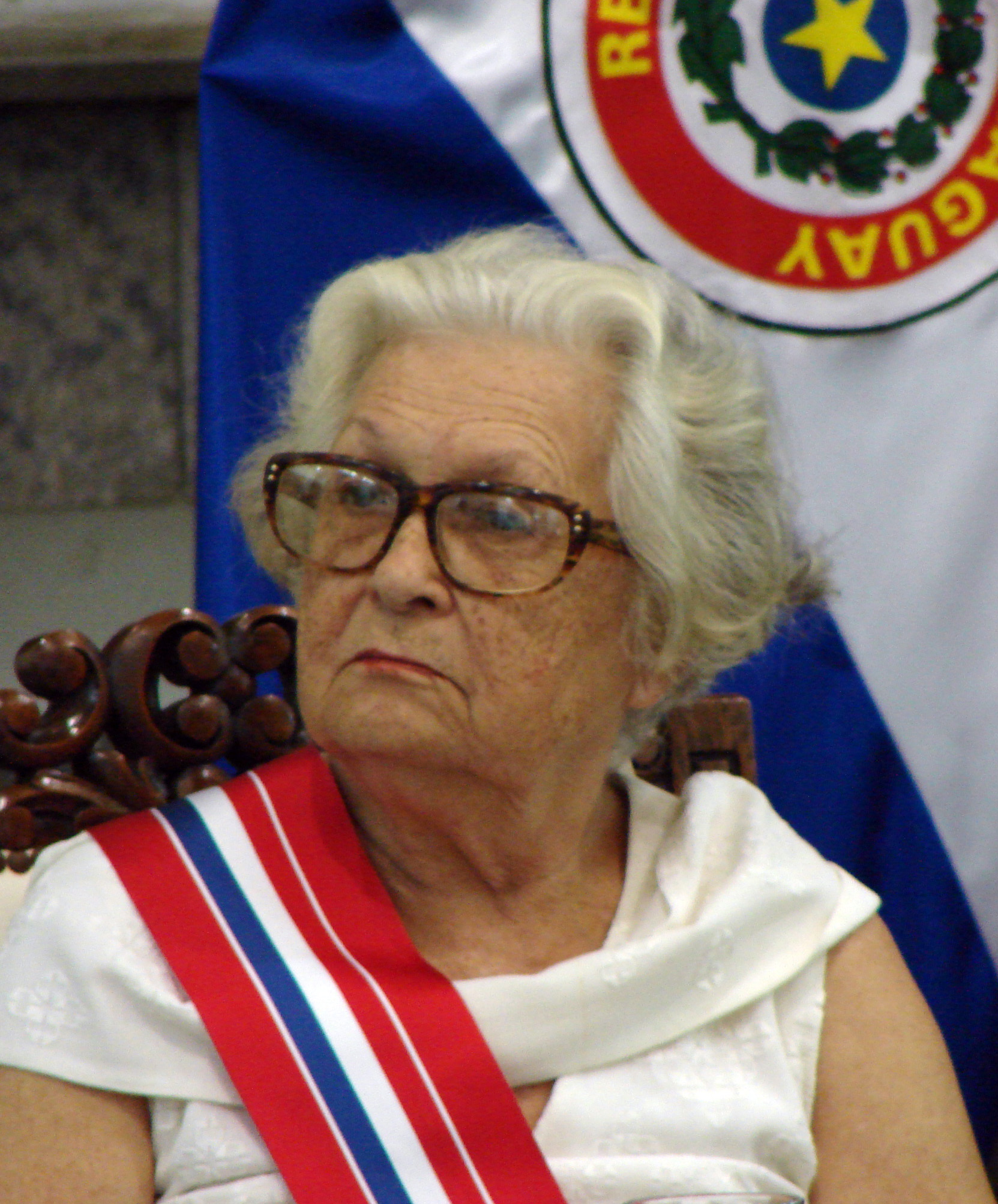
Lotte Schulz, recibiendo su condecoración de la Orden Nacional del Mérito en 2009.

A continuación, una lista parcial de condecorados con la Orden Nacional del Mérito:
| Nombre                          | Profesión / Cargo            | Nacionalidad         | Año(s)     | Ref.   |
| ------------------------------- | ---------------------------- | -------------------- | ---------- | ------ |
| Julio Guillén Tato              | Marino e historiador         | España               | 1946       |        |
| Augusto Roa Bastos              | Escritor                     | Paraguay             | —          | [ 4 ]  |
| Gildo Insfrán                   | Político                     | Argentina            | 2016       | [ 3 ]  |
| Shinichi Kitaoka                | Científico y político (JICA) | Japón                | —          |        |
| Eusebio Leal                    | Historiador                  | Cuba                 | 2018       | [ 5 ]  |
| José Sebastián Fernández Vilela | Periodista y diplomático     | Cuba                 | —          |        |
| José Mujica                     | Político, expresidente       | Uruguay              | 2010       | [ 6 ]  |
| Aloysio Nunes                   | Político                     | Brasil               | —          | [ 7 ]  |
| Berta Rojas                     | Guitarrista                  | Paraguay             | 2017       | [ 8 ]  |
| Luis Szarán                     | Director de orquesta         | Paraguay             | 2016       | [ 9 ]  |
| Lotte Schulz                    | Artista                      | Paraguay             | —          | [ 10 ] |
| Peter Tomlinson                 | Almirante                    | Sudáfrica            | —          | [ 11 ] |
| Augusto Pinochet                | Político, expresidente       | Chile                | —          | [ 12 ] |
| Fumihito                        | Príncipe de Japón            | Japón                | —          | [ 13 ] |
| Mako Komuro                     | Princesa                     | Japón                | —          | [ 13 ] |
| Koki Ruiz                       | Artista plástico             | Paraguay             | 2013, 2016 | [ 14 ] |
| Manuel Otero                    | Médico veterinario           | Argentina            | 2022       | [ 15 ] |
| Quemil Yambay                   | Músico y cantante            | Paraguay             | 2015       | [ 16 ] |
| Ramón Jiménez Gaona             | Economista y atleta          | Paraguay             | 1997       |        |
| Graziella Corvalán              | Socióloga y lingüista        | Paraguay             | 2010       |        |
| Marino Berigüete                | Diplomático                  | República Dominicana | 2017       | [ 17 ] |